# Kleiner Semmering (Gemeinde Breitenfurt)
Kleiner Semmering ist eine Siedlung in der Katastralgemeinde Breitenfurt der Gemeinde Breitenfurt bei Wien, Niederösterreich.

## Geografie
Die Siedlung Kleiner Semmering liegt nordwestlich von Breitenfurt-West, direkt an der Gemeindegrenze an der Passhöhe Kleiner Semmering. Sie ist über die Passstraße, der Landesstraße L128, erreichbar. Im Franziszeischen Kataster von 1819 ist die Stelle als Weideland verzeichnet und war gänzlich unbewohnt.